# Dahlum (Kaiserpfalz)
Dahlum war im Mittelalter eine Pfalz im Ambergau nahe dem heutigen Königsdahlum, im Landkreis Hildesheim von Niedersachsen.

## Lage
Die Pfalz lag rund 4 km südlich von Bockenem. Sie befand sich auf einem niedrigen Bergsporn, der fast halbkreisförmig von dem kleinen Flüsschen Nette umflossen wird. Die Anhöhe erhebt sich ca. 15 m über die Flussaue.
Erreichbar ist der alte Pfalzplatz auf dem Dahlumer Berg über die  Straße „An der Kaiserpfalz“. Sie schlängelt sich am Nette-Ufer entlang und mündet in den bekannten Königsweg, der – vom Königshof Brüggen an der Leine kommend – über Dahlum zur Pfalz Werla weiterführte.

## Beschreibung
Die Pfalz ist eine der fünf Pfalzanlagen im heutigen Land Niedersachsen neben Goslar, Werla, Grona, Pöhlde. Bauliche Reste der Pfalz sind nicht mehr vorhanden.
Die Pfalz Dahlum lag auf dem steil zur Nette abfallenden „Dahlumer Berg“. Das Gelände gliedert sich in eine Hauptburg mit Ringabschnittsbefestigung am Spornende im Südwesten und eine nordöstlich anschließende, halbrunde Vorburg. Über die Bebauung ist nur bekannt, dass eine – wohl dreischiffige – Kapelle existiert hat. Südwestlich von ihr sollen die Grundmauern eines größeren Gebäudes durch den Steinbruch beseitigt worden sein. Die vagen Beschreibungen der Ausgrabung erwähnen neben der 2 m starken Burgmauer noch einen Turmrest im Süden der Hauptburg und ein äußeres Tor.
An der Stelle der Pfalz steht heute ein privates Wohnhaus, das von Grünland umgeben ist. Daher ist das Pfalzgelände nicht zugänglich. Es weist nach jahrhundertelangen Steinbrucharbeiten eine unruhige Topografie auf. Die Steine der Pfalz wurden in früheren Jahrhunderten als Baumaterial weiterverwertet. Hinzu kam, dass sich der Untergrund des Burgberges als Steinbruch eignete und bereits 1355 die Stadt Bockenem den Burgberg in Dahlum zum Steine brechen erwarb. Dabei wurden die meisten Überreste der Pfalz wohl endgültig zerstört. Bei einer archäologischen Ausgrabung 1909 gab es kleinere Fundstücke (Schlüssel und Dreifuß). Bei weiteren Grabungen konnten die Pfalzkapelle und 16 Bestattungsplätze gefunden werden.

## Geschichte
Die 936 erwähnte Pfalz Dahlum war zur Zeit des Kaisers Otto I. die wichtigste Weihnachtspfalz. Bis 950 sind sechs Aufenthalte von ihm belegt, ein siebter und letzter erfolgte mit dem jungen Otto II. im Jahr 967. Otto III. schenkte 1001 das „castellum Dahlum“ Bischof Bernward von Hildesheim und seinem Domkapitel.  Nachdem er die Pfalz offenbar zurückerworben hatte, gab Heinrich II. 1009 die „curtis Dahlum“ dem Stift Gandersheim. Seit Mitte des 12. Jahrhunderts besaßen die Grafen von Wöltingerode/Wohldenberg die Burg als Gandersheimer Lehen, das sie weiterverlehnten. Im Jahr 1192 wurde die Pfalz von Heinrich dem Löwen zerstört. 1206 ließ sich das Reichsstift Gandersheim noch einmal den Besitz von Burg und Kirche vom Papst bestätigen. Danach wird die Burg nicht mehr erwähnt, die Kirche hingegen noch 1384 und um 1500.